# Спектрограм
Спектрограм је визуелни приказ спектра фреквенција у звук или други сигнал који варира временом или неком другом променљивом. Спектрограми се понекад називају спектрални водопади или гласовни трагови.
Спектрограми се могу користити за идентификацију изговорене речи фонетски, као и за анализу различитих дозива животиња. Они се интензивно користе у развоју музике, радара, сонара, обраде говора и сеизмологије, итд.
Инструмент који генерише спектрограм назива се спектрограф.
Излазни узроци показују на блок фреквенција које иду по вертикалној оси, а време иде по хоризонталној оси.

## Формат
Заједнички формат је графикон са две геометријске димензије; хоризонтална оса представља време или рпм, а вертикална оса је фреквенција; трећа димензија указује на амплитуду одређене фреквенције у одређеном тренутку који представља интензитет и боју сваке тачке на слици.
Постоје многе варијације формата: понекад се хоризонталне и вертикалне осе секу, тако да време тече горе и доле; понекад је амплитуда представљена као висина 3Д површине уместо боје или интензитета. Осе фреквенције и амплитуде може бити линеарна или логаритамска, у зависности од тога за шта се граф користи. Аудио ће обично бити представљен са логаритамском осом амплитуде (вероватно у децибелима дБ), а фреквенција ће бити линеарна да би нагласила хармоничне односе. Логаритамска ће нагласити музичке, тонске односе.

## Генерација
Спектрограм се обично прави на два начина: приближити складиште филтера које произилази из низа бендпес филтера (то је био једини начин пре појаве модерне дигиталне обраде сигнала), или израчунате из времена сигнала помоћу ФФТ. Ове две методе, заправо, чине две различите дистрибуције време – фреквенција, али су еквивалентни под неким условима.
Метод бендпес филтера обично користи аналогну обраду да подели улазни сигнал у фреквенцијске опсеге; величина излаза сваког филтера контролише конвертор који снима спектрограм као слику на папиру.
Креирање спектрограма помоћу ФФТ је дигитални процес. Дигитални узорковани подаци, у временском домену, су подељени на делове који се обично преклапају. Трансформисане Фурије израчунавају величину фреквенцијског спектра за сваки део. Сваки део онда одговара вертикалним линијама на слици; мерење опсега није сразмерно фреквенцији у одређеном моменту времена. Спектар или временски заплет су онда „раме-уз-раме“ у формирању слике или тродимензионалне површине, или се незнатно преклапају на више начина.
Спектрограм сигнала с (т) може се израчунати као квадрат опсег СТФТ сигнала с (т), као што следи:
{\displaystyle \mathrm {spectrogram} (t,\omega )=\left|\mathrm {STFT} (t,\omega )\right|^{2}}

## Апликације
- Рани аналогни спектограми су примењени у широком домету области, укључујући проучавање позива птица (као што су Велике Сенице), уз садашње истраживање наставља користећи најсавременију дигиталну опрему[5] и примењује се на све звуке животиња. Савремена употреба дигиталног спектрограма је посебно корисна за проучавање модулација фреквенције (ФМ) у животињским дозивима. Конкретно, препознатљиве карактеристике ФМ цвркута и социјалне хармонизације су представљене спектрограмом.
- Спектрограми су корисни у пружању помоћи у превазилажењу недостатака говора и говорној обуци за део популације која је дубоко глува][6].
- Студије фонетике и синтезе говора су често олакшане коришћењем спектрограма[7][8].
- Када обрнемо процес продукције спектрограма, могуће је створити сигнал чији је спектрограм произвољна слика. Ова техника може да се користи за скривање слике у комаду звука и запослено је више електронски музичких уметника[9]. Видети такође Стеганографи.
- Нека модерна музика се креира помоћу спектрограма као средњи медиј; мења интензитет различитих фреквенција током времена или чак ствара нове, повлачећи их, а затим инверзно трансформишући. Види Аудио временске скале – модификације висине тона и Фаза Вокодер.
- Спектрограми могу да се користе за анализу резултата који пролази тест сигнал кроз процесор сигнала, као што су филтери ради провере његове перформансе[10].
- Спектрограми високе резолуције се користе у развоју РФ и микроталасних система[11].
- Спектрограми се сада користе за приказивање С – параметара који су измерени векторским мрежним анализаторима[12].
- УС Геолошки Анкета сада пружа у реалном времену спектрограма екране од сеизмичких станица

.

## Ограничења и ресинтеза
Из формуле изнад, изгледа да спектрограм не садржи информације о тачној фази сигнала који представља. Из тог разлога, није могуће да се окрене процес и генерише копија оригиналног сигнала из спектрограма, мада у ситуацијама где је тачна почетна фаза неважна, могуће је генерисати корисну приближност оригиналног сигнала. Анализа и Ресинтеза Звучног Спектрограма је пример рачунарског програма који покушава да то уради. Образац репродукције је био рани синтисајзер говора, дизајниран у Хаскинс Лабораторијама у касним 1940-им, који конвертују слике акустичних шаблона говора (спектрограма) назад у звук.
У ствари, постоје неке фазне информације у спектрограму, али се појављују у другом облику, као кашњење (или групно кашњење) које је дупло веће од тренутних фреквенција; експеримент који објашњава ова два концепта је описан у.
Величина и облик анлизираног прозора може да варира. Мањи (краћи) прозор ће произвести тачније резултате у времену на рачун прецизности представљања фреквенције. Већи (дужи) прозор ће обезбедити прецизније представљање фреквенција на рачун прецизности у временском представљању.